# Quand on n'a que l'amour
Singles de Jacques Brel
Qu'avons-nous fait bonnes gens ?
(1956) L'air de la bêtise
(1958)
Quand on n'a que l'amour est une chanson écrite, composée et interprétée par Jacques Brel en 1956. Premier grand succès de Brel, elle est diffusée en super 45 tours en novembre 1956 et l'année suivante, est le titre phare de son deuxième album. En 1961, elle clôt le tour de chant de Jacques Brel à l'Olympia de Paris.

## Caractéristiques
La chanson Quand on n'a que l'amour est le premier véritable succès de Jacques Brel. Elle se caractérise par le « crescendo brélien » (progression dramatique dans l'écriture et l'interprétation). 
La force du texte réside notamment dans l'emploi sans cesse repoussé au dernier vers de l'apodose, proposition principale qui succède à une série de subordonnées conditionnelles.

## Histoire
Une maquette est enregistrée le 14 mai 1956 au studio Apollo, puis la version définitive le 18 septembre 1956.
Selon le site trotskiste World Socialist Web Site, confirmé par France Brel, fille de Jacques, cette chanson parle de l'impuissance face à la guerre dans le contexte de la guerre d'Algérie. Selon son biographe Marc Robine, Brel était sensible à la guerre d'Algérie (et selon Serge Le Vaillant il était favorable à la décolonisation et à l'autodétermination), mais il souhaitait s'astreindre à une « obligation de réserve » sur ce sujet car il n'était pas français, et d'une manière générale ne voulait pas être considéré comme un chanteur engagé, délivrant des messages ; son opposition à la guerre s'est donc traduite de manière allusive dans plusieurs chansons, en particulier Quand on n'a que l'amour, et plus tard La Colombe en 1959.
À sa sortie, Quand on n'a que l'amour trouve un écho dans d'autres conflits comme la crise du canal de Suez ou la répression de la révolution hongroise à Budapest par l'Union soviétique,. Dans sa version traduite en anglais If We Only Have Love, elle est utilisée aux États-Unis dans les manifestations contre la guerre au Viêt Nam et dans le mouvement des droits civiques.
Brel déclare au sujet de l'écriture de cette chanson :

« Dans ma pauvre tête, ça n'a jamais été une chanson d'amour. D'ailleurs, je l'ai écrite pendant une conférence économique aux Annales. L'orateur parlait, si je me souviens bien, des débuts de l'économie distributive. C'était retransmis sur France Culture. C'est ce qui a déclenché : “Quand on n'a que l'amour à s'offrir en partage”. Alors, ne dites pas que c'est une chanson d'amour. »

ou encore :

« Pour Quand on n'a que l'amour, il y avait une dame qui parlait à la radio. Et elle devait dire des choses très graves, très sérieuses... Je ne me souviens plus du tout ce qu'elle racontait. Mais, brusquement, il m'est venu à l'esprit que tout ça c'était bien joli, mais que c'était l'amour l'essentiel. [...] Et la chanson est venue très vite. [...] Il y a eu un enchaînement de mots, un enchaînement d'accords, un enchaînement de notes qui font que, brusquement, tout se cristallise. »

## Discographie
- 1956 : super 45 tours Philips 432.126 BE : Quand on n'a que l'amour, Les Blés, Dites si c'était vrai, Saint-Pierre, Prière païenne[13].
- 1957 : 33 tours Philips 25 cm 76 085 R No 2[14].
- 1962 : 33 tours 30 cm Philips B77 386L[15] Olympia 1961.
- Quand on n'a que l'amour a connu plusieurs rééditions jusqu'en 1964[1][source insuffisante].
- 1972 : 33 tours Barclay Jacques Brel nouveaux enregistrements 80470[16] (nouvelle version).

## Classement
| Classement (1957–1958)                  | Meilleure place |
| --------------------------------------- | --------------- |
| Québec (Palmarès francophone)           | 10              |
| Belgique (Wallonie Ultratop 50 Singles) | 7               |

## Reprises et adaptations

### Reprises
Quand on a que l'amour a été repris par nombre d'interprètes, parmi lesquels : Nicoletta, Dalida, Isabelle Aubret, Céline Dion, Guesch Patti, Grégory Lemarchal, Nicole Martin...
- En 1993, Michèle Torr a repris ce titre dans son album À mi-vie.
- En 2007, Alain Barrière sur son album Chansons françaises.
- En 2010, Les Prêtres sur leur album Spiritus Dei.
- En 2012, Johnny Hallyday l'interprète à la fin de son nouveau tour de chant. Il reprend encore le titre sur la scène du palais omnisports de Paris-Bercy, à l'occasion de son concert anniversaire le 15 juin 2013 (albums On Stage et Born Rocker Tour). En mars 2016, le chanteur interprète le titre au Palais 12 de Bruxelles en hommage aux victimes des attentats du 22 mars dans la capitale[19] et durant l'été après l'attentat du 14 juillet 2016 à Nice (album Rester Vivant Tour).
- Le 27 novembre 2015, la chanson est interprétée par Nolwenn Leroy, Camélia Jordana et Yael Naim, lors de l'hommage de la nation française aux victimes des attentats du 13 novembre 2015 dans la cour d'honneur de l'Hôtel des Invalides[20], avec les paroles dans un ordre légèrement modifié.
- En 2018, Jane Constance interprète cette chanson dans son second album Un jour j'ai rêvé et Maurane dans son album hommage Brel.
- Le 14 juillet 2022, Julie Mossay interprète ce morceau lors de la cérémonie de commémoration des inondations de juillet 2021 en Belgique[21].

### Adaptations
- Shirley Bassey en anglais sous le titre If We Only Have Love sur son album And I Love You So[22].
- Sam Cooke également en anglais sous le titre I Belong to Your Heart, dont les paroles sont signées Carl Sigman[23].
- Klaus Hoffmann en 1997 sur son album Brel – Die letzte Vorstellung, l'adapte en allemand sous le titre Wenn uns nur Liebe bleibt.